# فراسوی فرزانگی

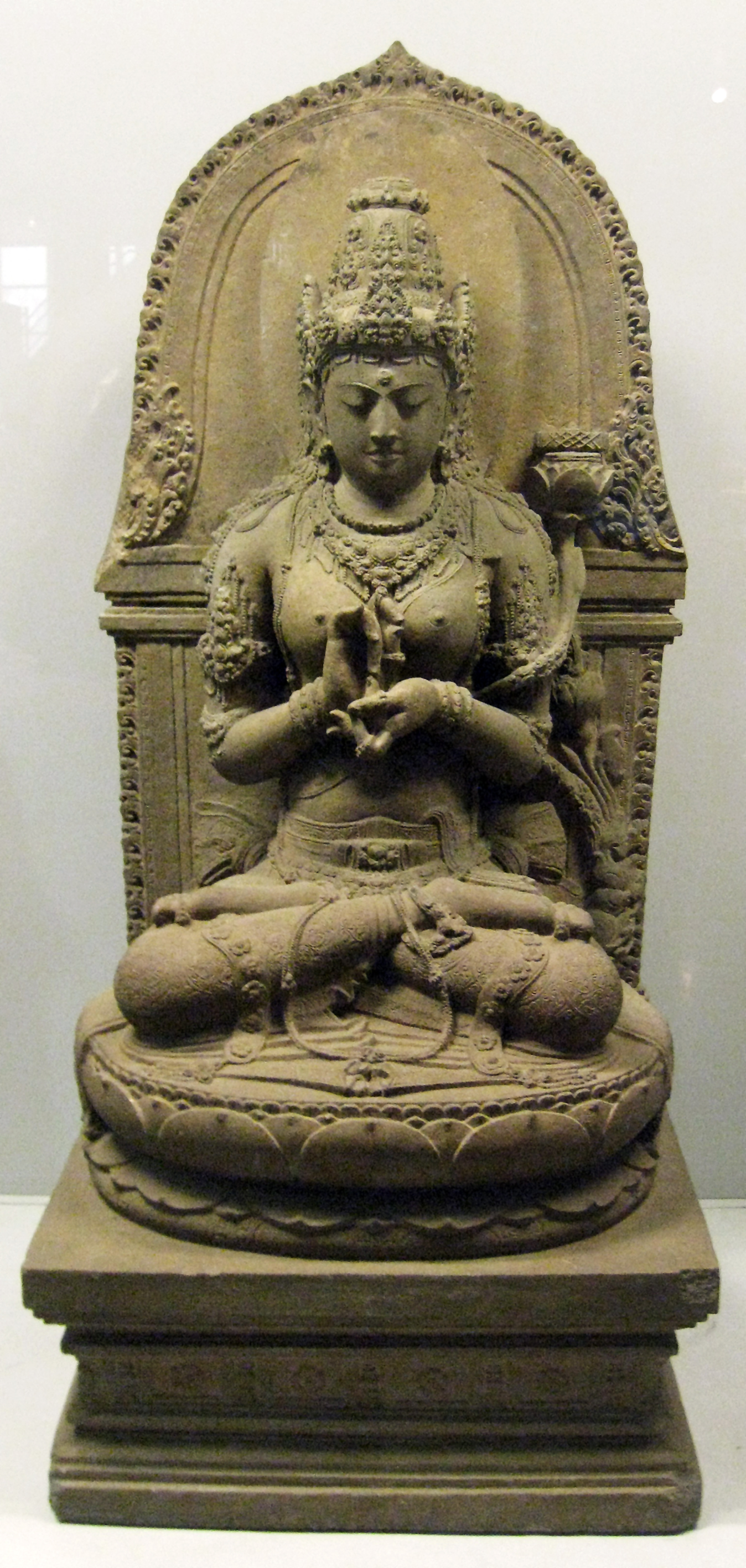
تجسمی از الهه پرَگیا پارَمیتا در سینگهاسالا، جاوه خاوری.

فراسوی فرزانگی یکی از واژگان دین بودا است.
این اصطلاح برگردان اصطلاح سانسکریت پرَگیا پارَمیتا (prajñā pāramitā) است. (در ترانویسی سانسکریت jñ به صورت «گ» تلفظ می‌شود).
فراسوی فرزانگی یکی از جنبه‌های شخصیتی حق‌یابنده‌ها (بوداسَف‌ها) است که با نام کمال (پارَمیتا) شناخته می‌شود.
سوره‌هایی بودایی به نام فراسوی فرزانگی یکی از سبک‌های متنی شاخه مهایانه بودایی هستند.

## نگارخانه

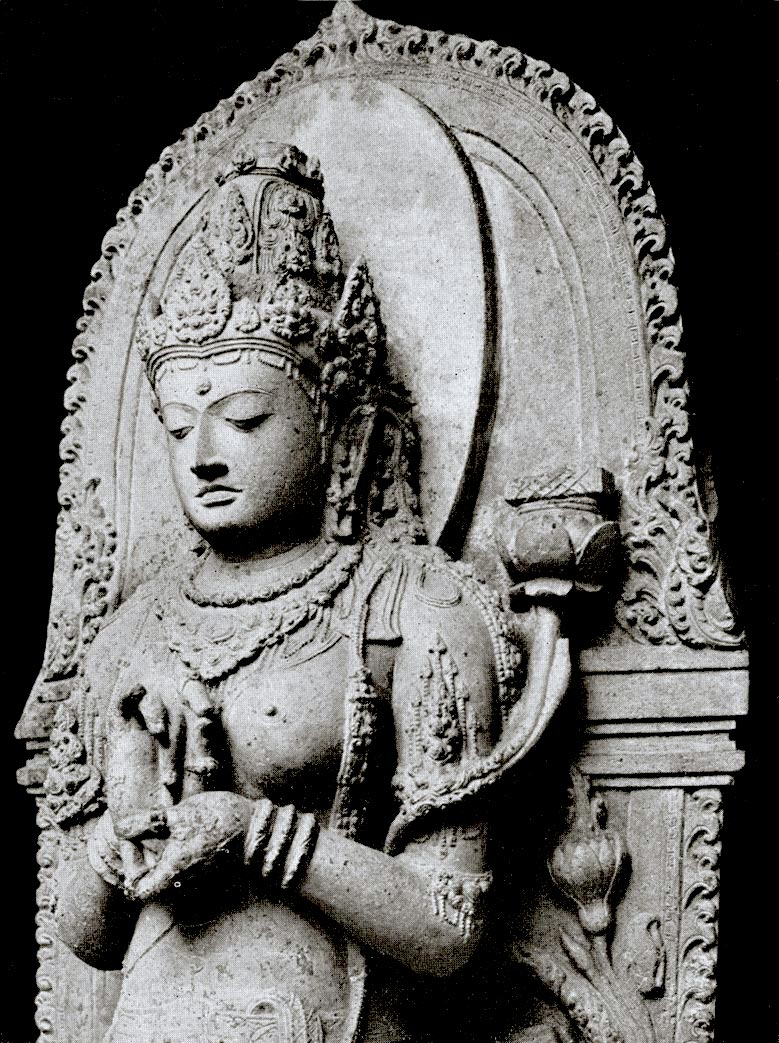
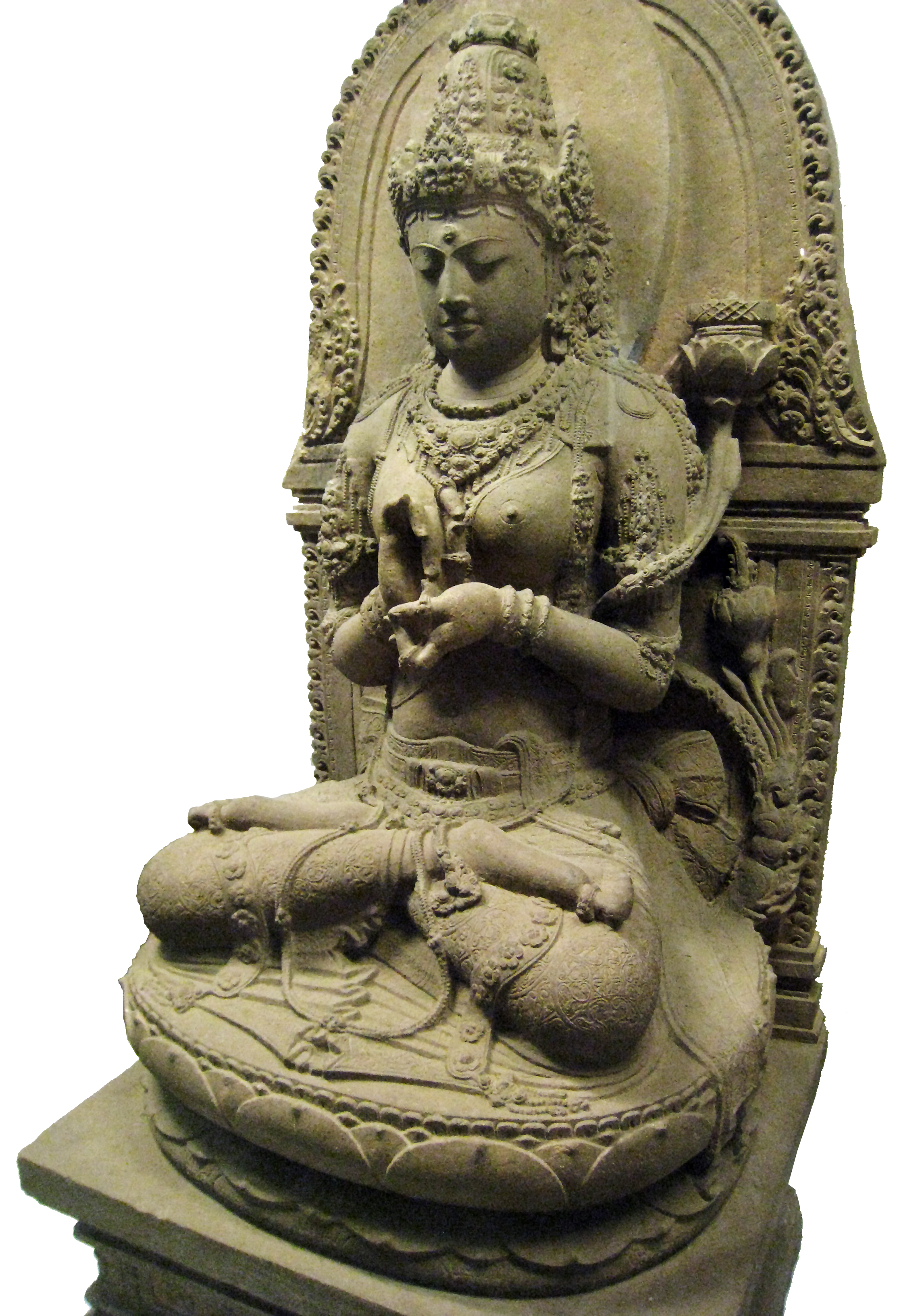
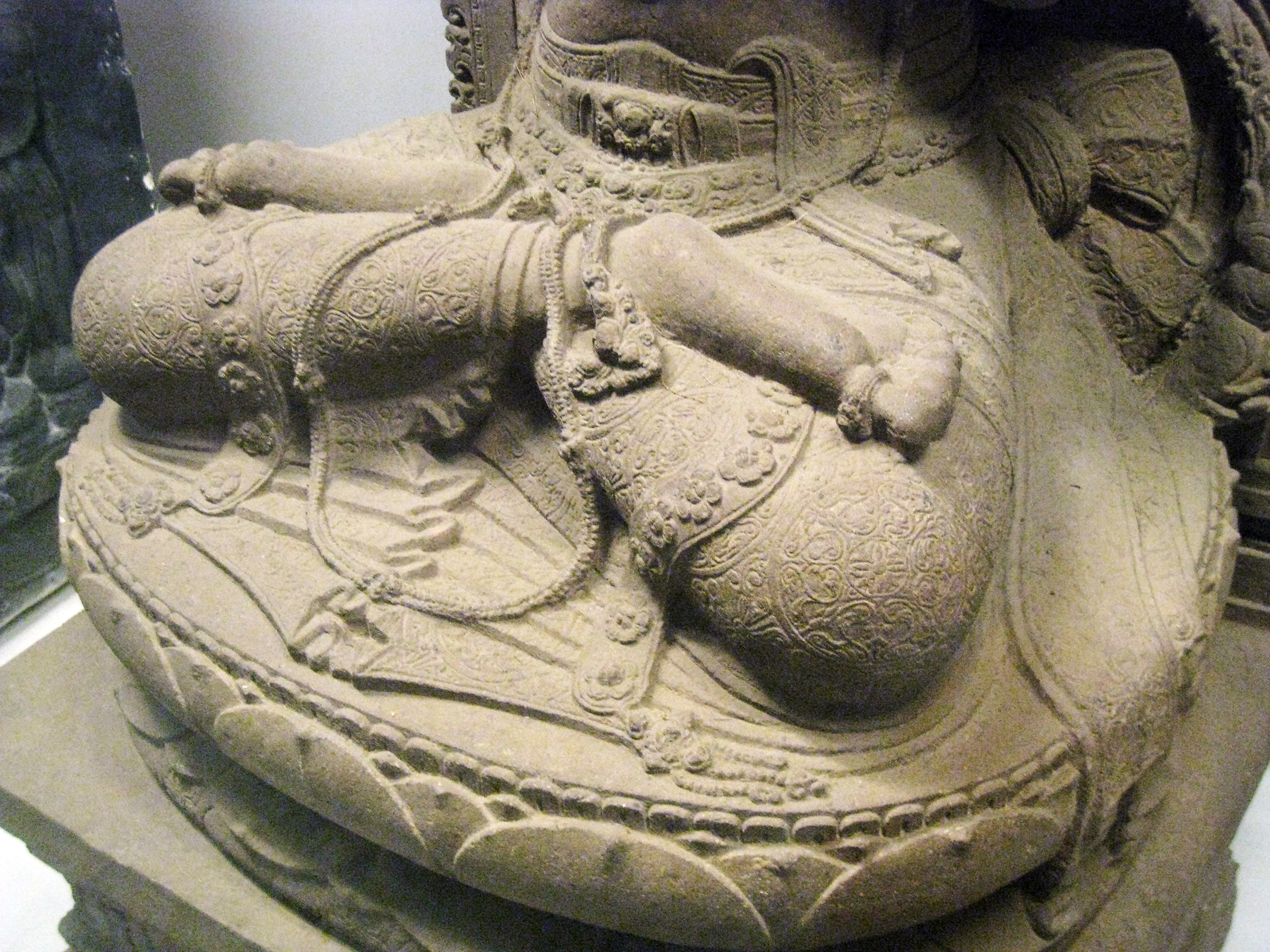

## برای مطالعهٔ بیشتر
پاشایی، ع. فراسوی فرزانگی (پرَگیا پارَمیتا)، نشر نگاه معاصر، تهران ۱۳۸۰.